# میلتون اباس
میلتون اباس (به انگلیسی: Milton Abbas) یک روستا و محله مدنی در بریتانیا است که در North Dorset واقع شده‌است. میلتون اباس ۷۵۵ نفر جمعیت دارد.